# N.V. Ussing
Niels Viggo Ussing (født 14. juni 1864 i København, død 23. juli 1911 sammesteds) var en dansk mineralog og geolog, søn af J.L. Ussing og broder til Henry Ussing.

## Liv og gerning
Ha blev student 1881 fra Metropolitanskolen. Efter i 1886 at være blevet polyteknisk kandidat ansattes Ussing som assistent ved universitetets mineralogiske museum og deltog samme år i en ekspedition til Upernavik distrikt i Grønland; i de to følgende år studerede han mineralogi og geologi i Stockholm, München og Heidelberg. I somrene 1889 og 1890 var Ussing ekstraordinært ansat ved Danmarks geologiske Undersøgelse og foretog undersøgelser i det nordlige Fyn. I efteråret 1889 blev det overdraget ham at holde mineralogiske og geologiske forelæsninger ved universitetet. 1893 erhvervede Ussing sig den filosofiske doktorgrad ved afhandlingen: Alkalifeldspaterne i de sydgrønlandske Nefelinsyeniter og beslægtede Bjergarter. 1895 udnævntes han efter Frederik Johnstrups død til professor i mineralogi ved universitetet og den polytekniske Læreanstalt samt til bestyrer af universitetets mineralogiske museum; han kom derved til at afslutte den af Johnstrup påbegyndte indflytning og ordning af universitetets mineralogiske og geologiske samlinger i den nye museumsbygning i Øster Voldgade nr. 7. 1897—1901 var Ussing atter ansat ved Danmarks geologiske Undersøgelse og forestod ledelsen af dens moseundersøgelser. 1900 og 1908 deltog han i ekspeditioner til Julianehåb distrikt og Ivigtut i Grønland. 1903 blev han valgt til medlem af Videnskabernes Selskab. Ussing blev Ridder af Dannebrog 1907. Han er begravet på Vestre Kirkegård.

## Forskning
Eftersom Ussings interesser og studier oprindelig mest omfattede mineralogien og petrografien, omhandlede hans første videnskabelige arbejder mineralogiske og petrografiske emner: 
- Undersøgelser af Mineraler fra Fiskernæs i Grønland ("Öfversigt af Kongliga Vetenskaps-Akademiens Förhandlingar", Stockholm 1889),
- Nogle Grænsefaciesdannelser af Nefelinsyenit ("Forhandlinger ved de skandiniaviske Naturforskeres 14. Møde", 1892),

hans ovennævnte doktordisputats samt Mikroskopisk-petrografiske Undersøgelser af grønlandske Nefelinsyeniter og beslægtede Bjergarter ("Meddelelser om Grønland", Hefte XIV 1894). Hans Professorvirksomhed førte ham imidlertid ind på at beskæftige sig mere med geologiske spørgsmål: 
- Danmarks Geologi i almenfatteligt Omrids ("Danmarks geologiske Undersøgelses Skrifter" III række nr. 2, 1899, senere udgave 1904);
- Sandstengange i Granit paa Bornholm (("Danmarks geologiske Undersøgelses Skrifter" II række nr. 10, 1899);
- Kortfattet Lærebog i den almindelige Geologi (1901); Mineralproduktionen i Danmark ved Aaret 1900 (("Danmarks geologiske Undersøgelses Skrifter" II række nr. 12, 1902);
- Om Jyllands Hedesletter og Teorierne for deres Dannelse ("Oversigt af Videnskabernes Selskabs Forhandlinger" 1903);
- Om et nyt Findested for marint Diluvium ved Hostrup i Salling ("Videnskabelige Meddelelser fra Naturhistoriska Foreningen" 1903);
- Vulkaner og Jordskælv ("Videnskabeligt Folkebibliothek Studentersamfunds-Række nr. 5, 1904);
- Om Floddale og Randmoræner i Jylland ("Oversigt af Videnskabernes Selskabs Forhandlinger" 1907); Dänemark ("Handbuch der regionalen Geologie", 1910).

Imidlertid arbejdede Ussing stadig på det mineralogisk-petrografiske område og udgav 1904 en beskrivelse af det hidtil ukendte mineral kryolitionit fra Ivigtut. Som hans hovedværk må betragtes Geology of the Country around Julianehaab, Greenland ("Meddelelser om Grønland", 38, 1911), som han lige nåede at få fuldført inden sin død.